# Maison d'Olynthe
Les maisons de la cité grecque d'Olynthe permettent d'appréhender les bases de l'architecture domestique grecque.
À cette période se développe une véritable réflexion sur l'organisation de la ville, sa rationalisation est un ensemble souple et fonctionnel et ceci avant sa fondation.
Olynthe est une ville de la Grèce qui fut détruite au Ve siècle av. J.-C. par les Perses. Quand la ville fut reconstruite peu après, c'est dans l'idée d'une "ville nouvelle" totalement créée selon les principes des philosophes en la matière. Il s'agit donc d'un urbanisme modèle respectant tous les besoins d'une ville et le confort des habitants. Les caractéristiques de l'architecture de la maison d'Olynthe nous apportent donc des informations primordiales sur les grandes tendances architecturales, la pensée, l'élaboration technique et artistique d'alors. Le schéma de la maison d'Olynthe va faire école. On retrouvera les éléments présents ici dans toutes les villes de la Grèce.

## L'Architecture de la maison d'Olynthe
Olynthe est plus qu'une ville nouvelle bâtie après mûre réflexion. Il s'agit d'un « vivier » de modèles où les grands principes structurels de la maison grecque sont posés. Il s'agit en effet d'un urbanisme planifié, une ville construite "en une fois" dont le plan a été reporté avec minutie sur le terrain par des arpenteurs.

### Situation urbaine à Olynthe

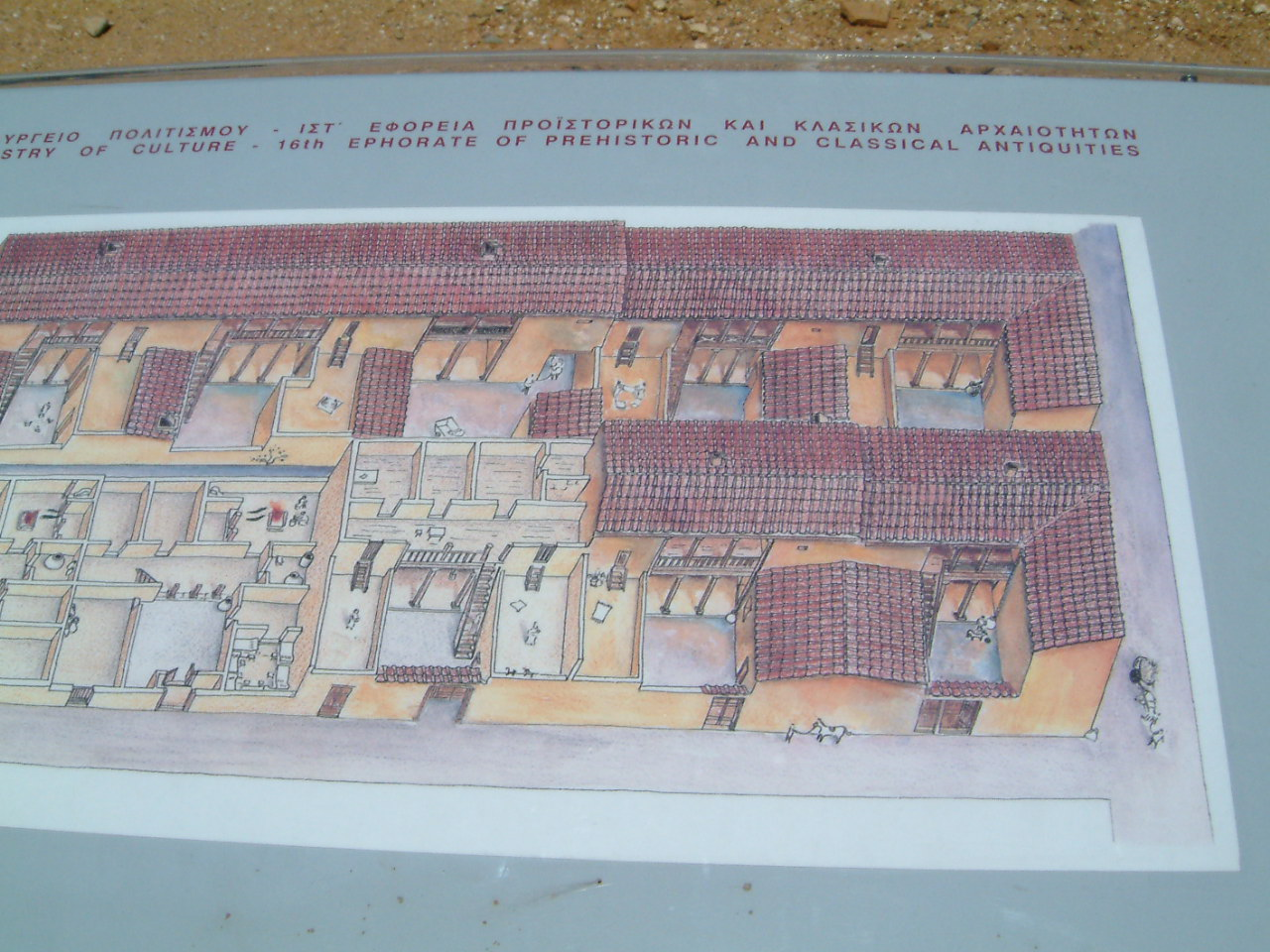
Reconstitution d'un "ilot" de maisons à Olynthe.

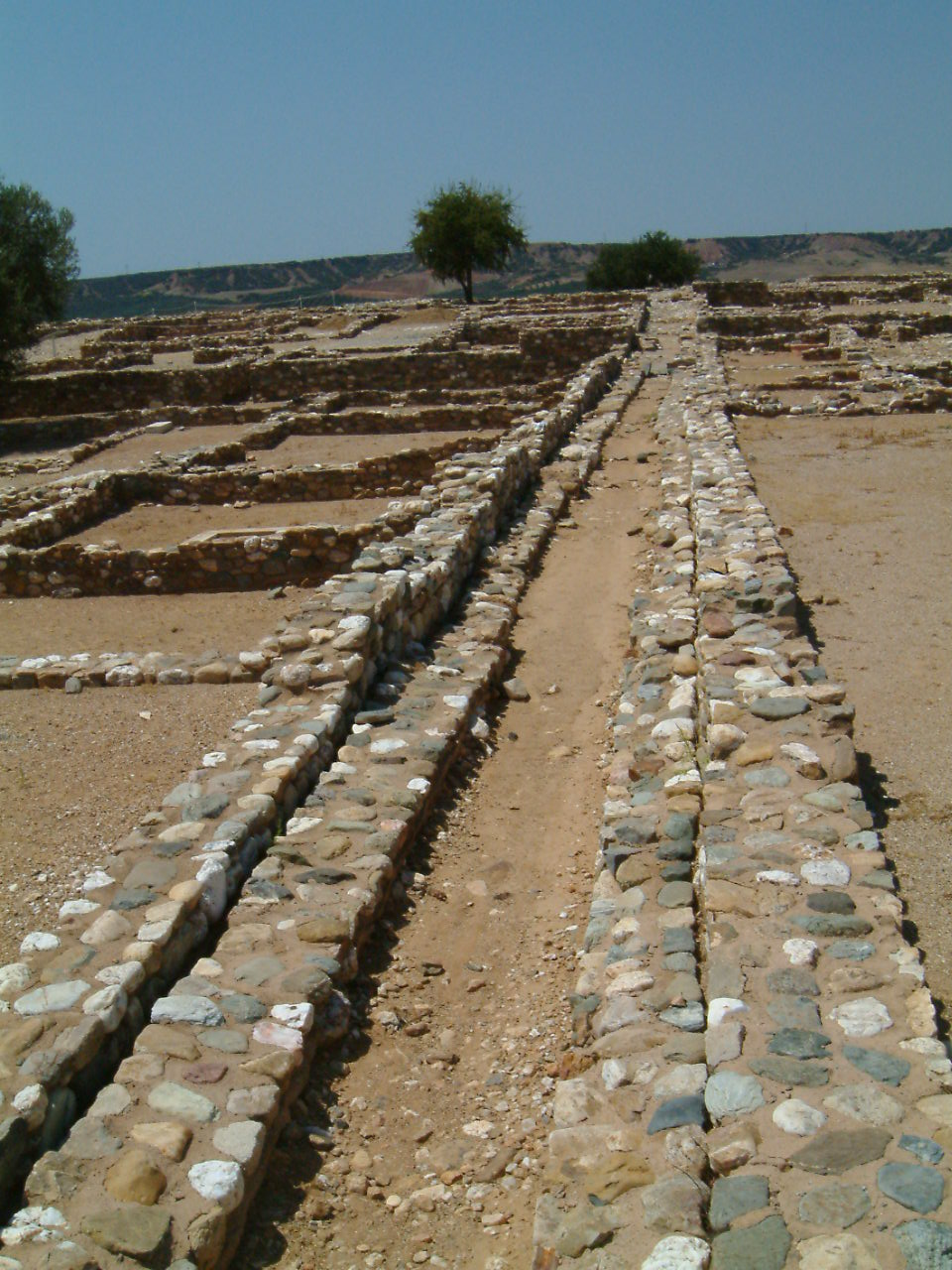
Vu d'une "ruelle d'aération" d'Olynthe.

La ville d'Olynthe fut donc rebâtie selon un plan hippodamien parfaitement régulier. Hippodamos, le fondateur du plan hippodamien, était un architecte grec du Ve siècle, donc contemporain de la fondation de la « nouvelle » Olynthe.

L'habitat s'organise donc autour de grands axes nord-sud et est-ouest qui forment des ilots ou quartiers. Chaque ilot est spécialisé selon sa fonction ou selon la richesse du propriétaire et comporte deux rangées de cinq maisons, séparées par une ruelle « d'aération ».

Même si on distingue à Olynthe quelques aménagements divers, des maisons acquérant de l'ampleur en s'étendant sur la parcelle du voisin par exemple, l'architecture y est très standardisée. Chaque maison occupe la même taille de terrain, a le même format. Si l'urbanisme était standardisé, il n'était pas figé, il reste souple mais contrôlé.

### Matériaux de construction et couvrements

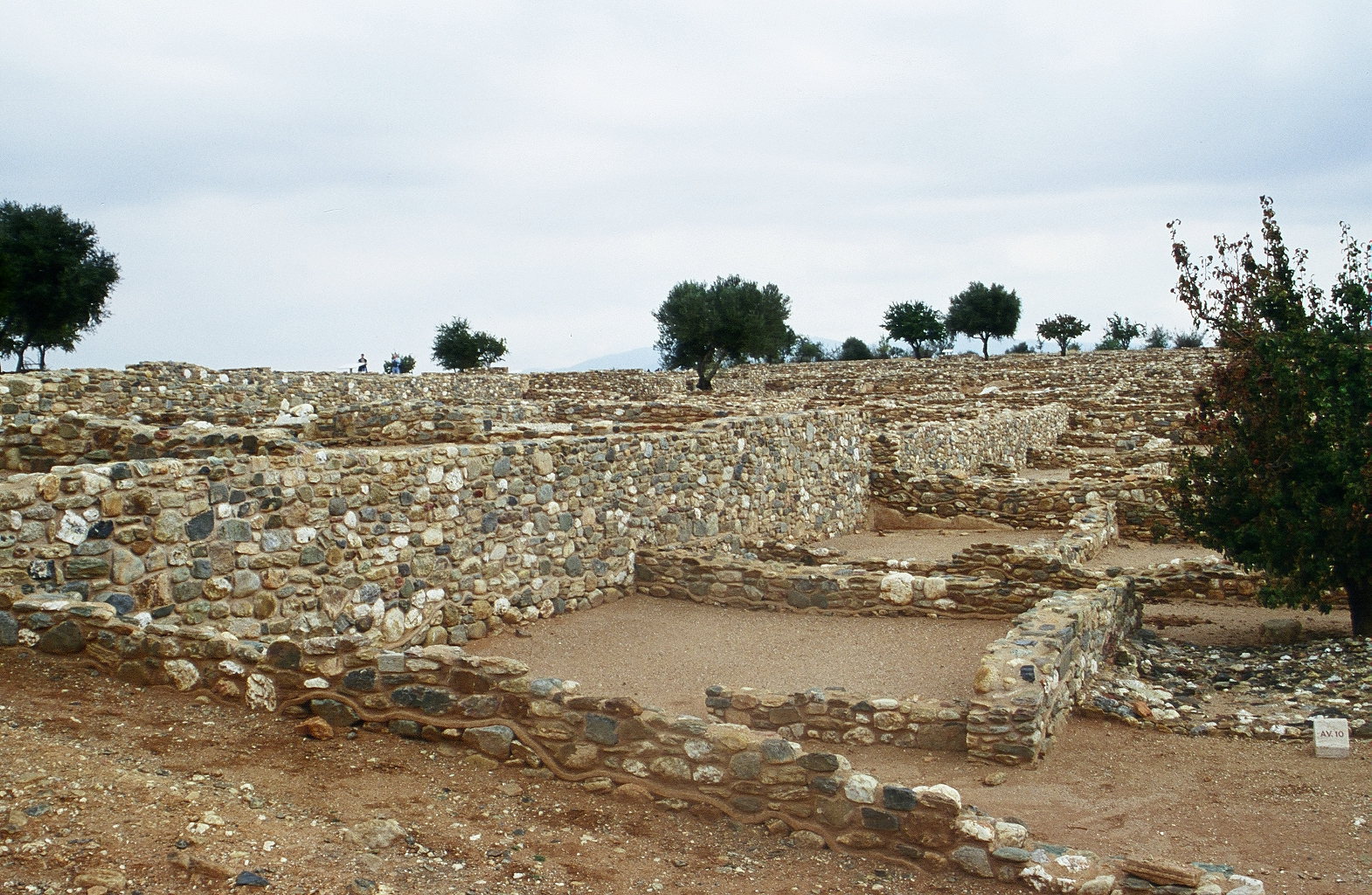
Illustration de l'homogénéité des matériaux de construction utilisés à Olynthe.

Les matériaux utilisés sont homogènes avec toujours, un soubassement en pierre pour protéger les murs de l'érosion. Pour les maisons plus modestes, les murs étaient faits de pisé et de briques crues sur un socle de pierre. Ces architectures nécessitaient de limiter l'ouverture de fenêtres dans les murs pour éviter les effondrements. Les toits des pièces n'étaient pas très larges, car plus la pièce est large plus les poutres en bois qui structurent le toit sont longues et coûtent cher. Les plus modestes utilisaient donc de petites poutres et bâtissaient de plus petites pièces. On trouve aussi des couvrements en branchage recouvert d'une couche de pisé.

Pour le couvrement général, les maisons étant toutes mitoyennes et bâties sur un plan régulier, un seul toit peut couvrir plusieurs d'entre elles. Il s'agit de toits en bâtière soutenant des tuiles. Il existe aussi des toits à un versant pour les portiques ou les boutiques dont un des côtés est appuyé contre un mur.

### Architecture intérieure
Les façades sont également homogènes, les portes et les fenêtres présentent des encadrements. Seules les entrées ne se font pas toujours au même endroit. Un vestibule permet l'accès à l'intérieur de la maison et un escalier, dans la cour, menait aux étages, quand il y en avait.
Au centre de la maison, caractéristique, la cour bordée d'un portique ou "pastas" en bois. Celle-ci, plaque tournante de la maison, mène le visiteur droit à la salle de réception et de banquet : l'Andron. Cette pièce est particulièrement développée à Olynthe. Le format des maisons, leur architecture et leurs dimensions étant standardisés, l'Andron est le seul endroit où le propriétaire peut faire étal de sa richesse. En effet, c'est dans l'Andron qu'il reçoit ses visiteurs de marque. Dans cette "salle de réception" sont disposés les "lits" où les convives se semi-couchent pour dîner. Généralement il y a sept lits dans un Andron, et on y boit le vin lors du symposion.

On note à Olynthe une claire séparation entre la partie publique de la maison (dont l'Andron) et la partie privée (les chambres et les pièces de service auxquelles les visiteurs n'ont jamais accès). Cette séparation est également un principe qui fera école.
Certaines maisons présentaient une grande pièce qui servait d'atelier, pour d'éventuels artisans.

### L'eau
Il n'existait pas de système privé d'alimentation en eau, les habitants utilisaient les nombreuses fontaines publiques de la ville. Il existait néanmoins des pièces d'eau comme des salles de bain et des cuisines dans les maisons. Enfin, on trouvait tout un réseau de tuyaux d'évacuation pour les eaux usées qui aboutissait dans des égouts collecteurs placés sous les rues.

## Les décors

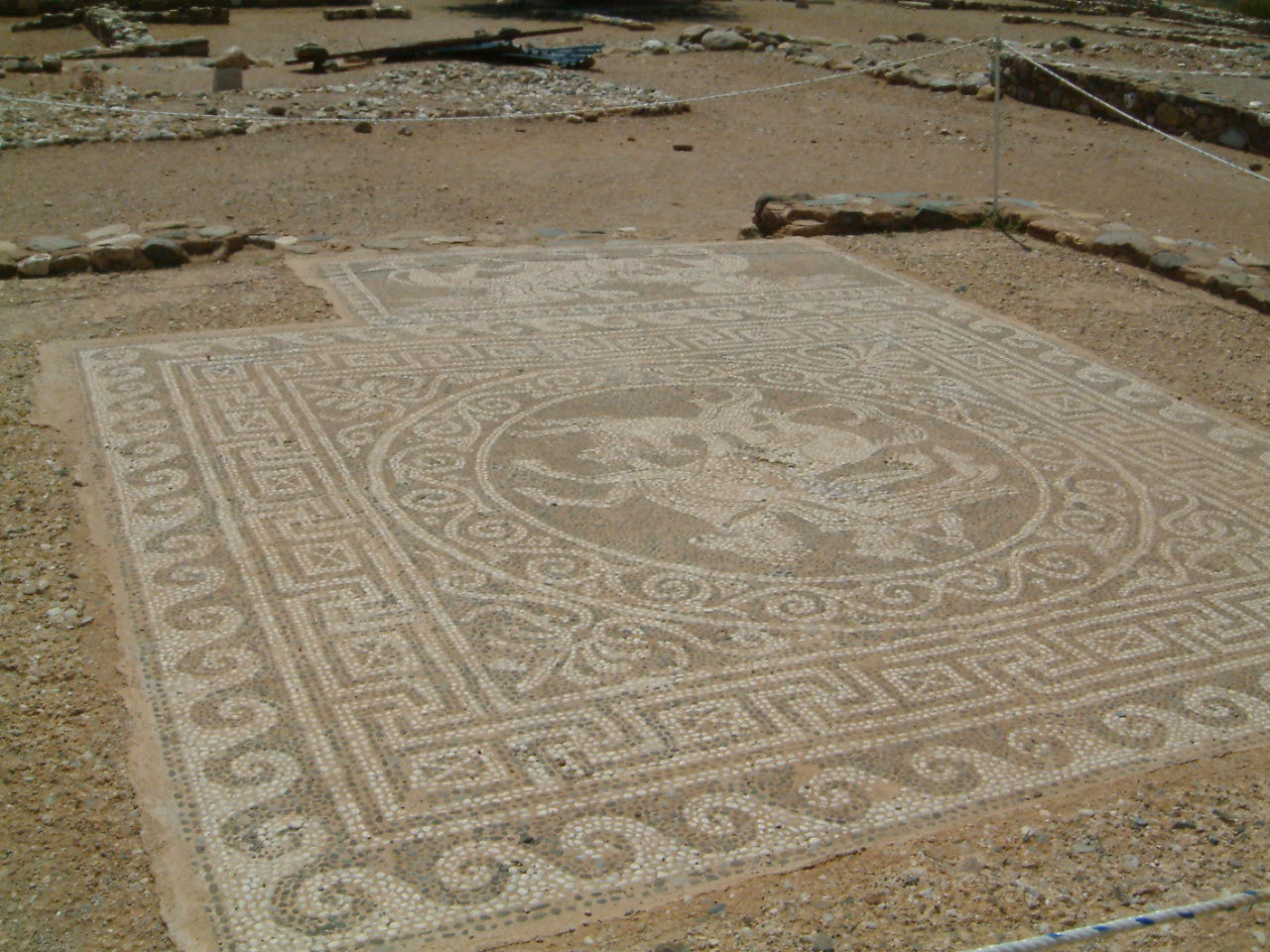
Mosaïque en éclats de cailloux représentant Bellérophon, Olynthe.

Tous les murs étaient recouverts d'un enduit blanc qui pouvait être peint d'une couleur unie ou à motifs.

Les sols présentaient divers matériaux tels que le mortier, la terre battue, des cailloux, de la brique cuite ou de la mosaïque. Les mosaïques d'Olynthe  sont des mosaïques faites de galets, d'éclats de cailloux de différentes couleurs et non de tesselles.

On voit se développer à Olynthe cette volonté très chère aux Grecs d'imiter des sols de luxe fait de matériaux très onéreux à l'aide de techniques bien moins coûteuses. C'est ce fameux « illusionnisme » qui sera si bien développé à Pella au IVe siècle av. J.-C. On imite par exemple un sol en dallage de pierre (qui est le plus luxueux) par la peinture ou par la mosaïque de galets, en un jeu de damier en noir et blanc. L'emprunt d'un vocabulaire monumental fera aussi école, notamment à Amphipolis (IIe siècle av. J.-C.) ou à Délos (IIe – Ier siècle av. J.-C.) où se développera une peinture de type "structurale" très remarquable.
Les villes plus tardives comme Érétrie, Pella, Priène ou Amphipolis adopteront dans l'ensemble, et en particulier pour les maisons, ce plan et les éléments fondamentaux de l'architecture et du décor de la maison d'Olynthe. Même si ce plan "de base" sera adapté aux diverses situations locales et à l'évolution des techniques, dans la mosaïque notamment.